# ویلیام کورتیس

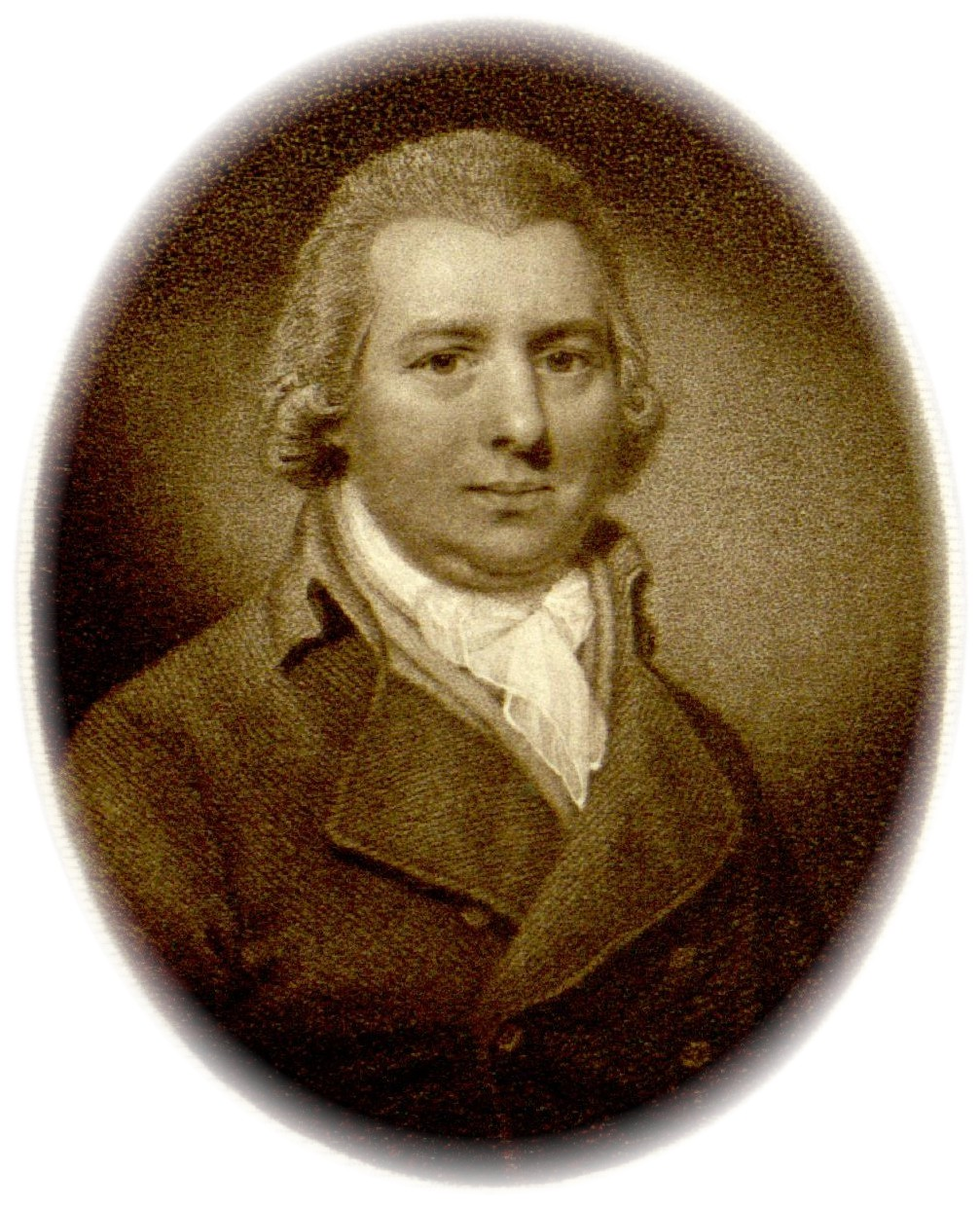
تصویر از مجله گیاه‌شناسی کورتیس

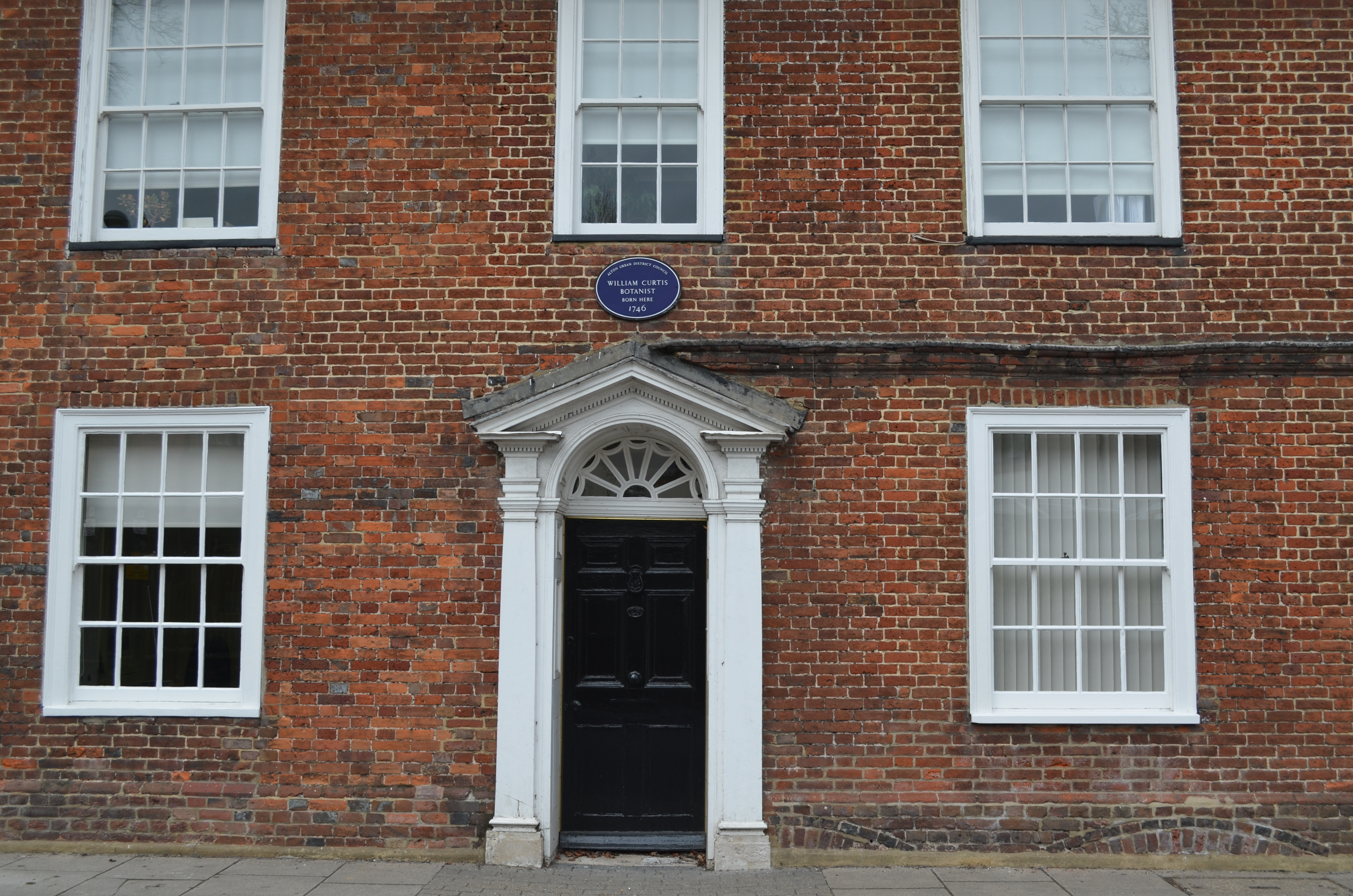
خانه‌ای در خیابان لنتن، آلتون، جایی که کورتیس در آن بدنیا آمد.

ویلیام کورتیس (به انگلیسی: William Curtis)،(زاده۱۱ ژانویه ۱۷۴۶ –۷درگذشته ژوئیه ۱۷۹۹) گیاه‌شناس و حشره‌شناس انگلیسی بود. او در آلتون، همپشر جایی که موزه کورتیس هست به دنیا آمد.
کورتیس پیش از اینکه توجهش به سوی گیاه‌شناسی یا تاریخ طبیعی جلب شود ابتدا کارش را به عنوان یکی عطار شروع کرد. نشریات او (مانند مجله گیاه‌شناسی کورتیس) در جذب مخاطبان در سطح گسترده‌تری نسبت به کارهای پیشین موفق‌تر بود. در سن ۲۵ سالگی راهنمای جمع‌آوری و نگهداری حشرات، به ویژه بیدها و پروانه‌ها را نوشت.
کورتیس از سال ۱۷۷۱ تا سال ۱۷۷۷ مسئول توضیح در مورد درختان و کل باغ پزشکی چلسی بود. او در ۱۷۷۹ خودش باغ گیاه‌شناسی لندن را در لمبت تأسیس کرد و در سال ۱۷۸۹ به برامتون نقل مکان کرد. او کتاب گیاهان لندن را از سال ۱۷۷۷ تا سال ۱۷۹۸ در ۶ جلد طول منتشر کرد. در آن کتاب‌ها که کار نوی بود خود را کاملاً وقف طبیعت شهری کرده بود. موفقیت مالی بدست نیاورد ولی در سال ۱۷۸۷ مجله گیاه‌شناسی را منتشر کرد که در آن نقاشی‌های هنرمندانی مثل جیمز سوربای، سیدنهام ادواردز و ویلیام کیلبورن از گیاهان چاپ می‌شد.
گونه کورتیسیا به افتخار او نامگذاری شده‌است.انتشارات او به عنوان انتشارات معتبر مربوط به گیاهشناسی (مجله گیاه‌شناسی کورتیس) ادامه یافت. تصویرگران برجسته تاریخ طبیعی، جیمز سوربای و سیدنهام ادواردز هر دو کارشان را از آن مجله برجسته شروع کردند.
از آنجایی که بیشتر نمونه‌هایی که کورتیس جمع کرده از حیاط کلیسای مریم مقدس، بترسی بوده، در روی شیشه رنگ‌آمیزی شده پنجره آنجا نام کورتیس گرامی داشته شده‌است.
هنگام اشاره به یک نام گیاه‌شناسی برای نشان دادن یادکرد مؤلف این گیاه‌شناس از کورتیس (Curtis) استفاده می‌شود.